# Hotel Colombia
Koordinaten: 12° 31′ 8,5″ N, 70° 2′ 12,3″ W

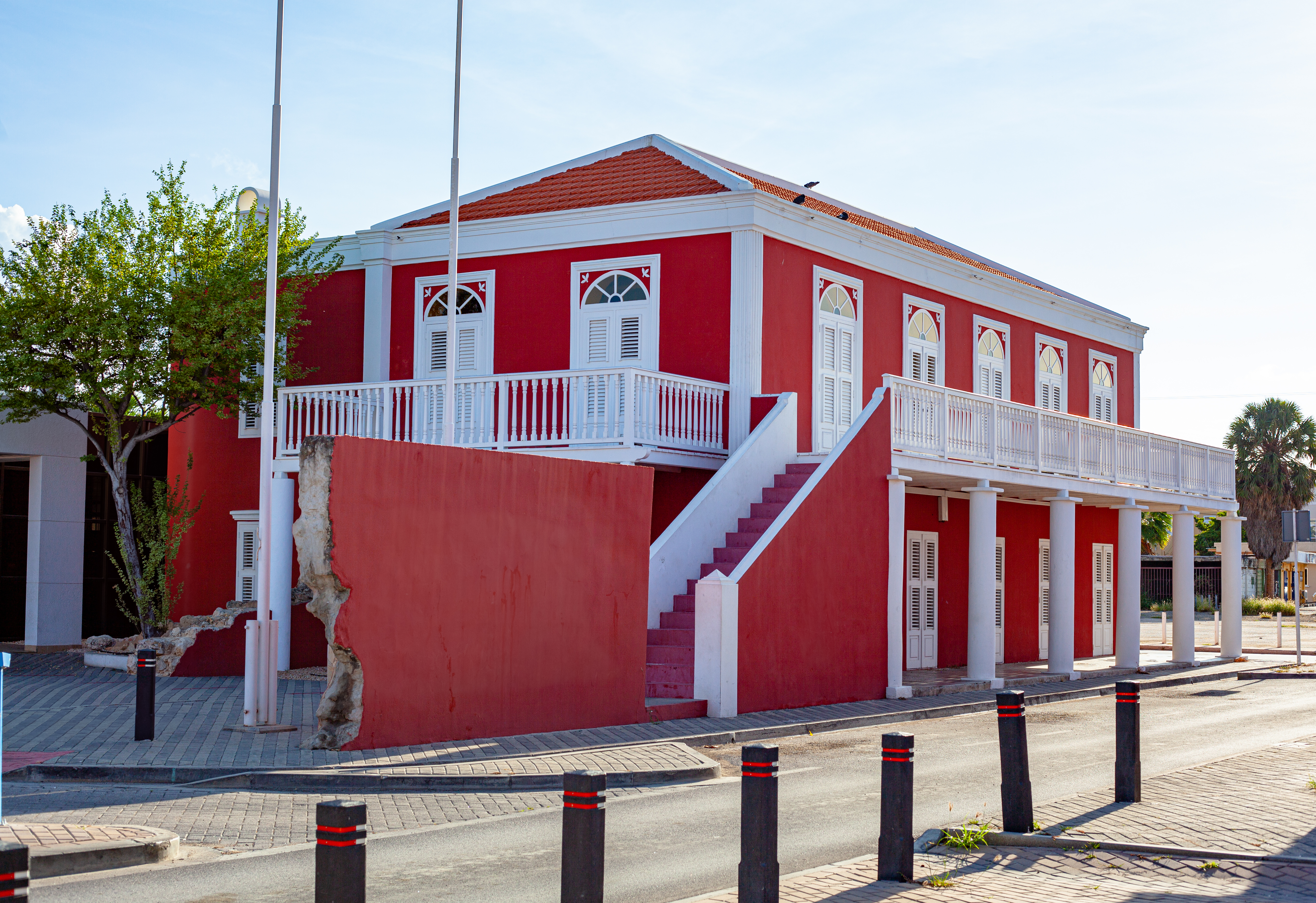
Hotel Colombia, Zivil- und Bevölkerungsregister

Das ehemalige Hotel Colombia und heutiger Sitz des Zivil- und Bevölkerungsregister ist ein historischer denkmalgeschützter Gebäudekomplex in Oranjestad (Aruba).

## Geschichte
Das Gebäude mit einer Grundstücksfläche von 1.010 m² befindet sich in der Hauptstadt der Insel, in der Nähe des Fort Zoutman und der Arubus Haltestelle Doña Clara.
Dieses Gebäude wurde 1918 von Nadie Henriquez errichtet. Es war damals eines der schönsten Gebäude der Stadt, mit Balkonen und Säulen. 1919 betrieb der Besitzer Henriquez dort das erste Kino im Untergeschoss. 1920 wurde es um das Theater De Veer Pianola von Eduardo de Veer ergänzt. Ab 1922 wurde das erste Open-Air-Kino mit Musiktheater im Garten hinter dem Gebäude eröffnet. Das Obergeschoss wurde als Pension betrieben und der venezolanische Konsul betrieb dort sein Konsulatsbüro.
Um 1925 erwarb Doktor Eloy Arends das Gebäude und es wurde danach als „Hotel Colombia“ bekannt, es war das erste Hotel auf der Insel Aruba. Das Erdgeschoss wurde weiter für andere Zwecke verwendet. 1953 beherbergte es die Excelsior Drukkerij (Druckerei) und eine Weinhandlung.
Nach einem Brand blieb nur eine verkohlte Ruine ohne Dachstuhl über. Der Komplex wurde an die Regierung von Aruba verkauft. Die Restaurierung begann im Februar 1997. Die aufwendigen Arbeiten führte das Bauunternehmen Albo Aruba N.V. durch, unter Beachtung der ursprünglichen Baupläne. Der restaurierte und renovierte Komplex beherbergt seit 1998 das Zivil- und Bevölkerungsregister von Aruba und ist in der Lijst van monumenten op Aruba mit der Nummer 01-023 eingetragen. Am 30. Juni 1999 übernahm der Stichting Monumentenfonds den Komplex, er wird jedoch weiterhin als Registeramt genutzt.